# Křížová cesta (Nejdek)
Křížová cesta v Nejdku na Karlovarsku je unikátní nejen svou délkou 1.600 metrů, ale také polohou, protože se nachází téměř uprostřed města na západním svahu Křížového vrchu (původně Střeleckého) obklopeného ze tří stran městskou zástavbou. Byla vybudována v letech 1851 až 1858 a po jejím chátrání ve druhé polovině 20. století obnovena v roce 2008.

## Historie
1. dubna 1840 zemřela Anna Marie Häcklová, majetná nejdecká vdova, která nezanechala žádné přímé dědice. Ještě za svého života, dne 26. března 1840, si k sobě pozvala čtyři místní občany, aby před nimi učinila ústní závěť, v níž odkázala 28 tisíc zlatých vídeňské měny na vybudování křížové cesty na Střeleckém vrchu. Městský soudce Franz Waldöstl se stal vykonavatelem této poslední vůle. Následně byla zřízena Nadace křížové cesty a v roce 1851 se začal realizovat plán.
Pro budování širokých terasovitých cest v prudkém svahu museli stavitelé použít velké množství kamene na opěrné zdi o různé výšce v celkové délce 1300 metrů, některé skály naopak museli ve vytyčené trase vylámat v celkové délce 180 metrů. Kameníci začali stavět 14 kapliček zastavení křížové cesty z tesaných žulových kvádrů. Chodníky křížové cesty byly chráněny proti přívalovým dešťům podélnými příkopy. V místech, kde příkrý svah tvořil úžlabinu, byly pod cestou vyzděny propustky. Nakonec bylo podél serpentinovitě vedených cest vysázeno na 250 stromů, ponejvíce buků. Dne 24. října 1858 proběhlo slavnostní vysvěcení křížové cesty páterem Richardem Gürtlerem z chebského konventu františkánů.
V roce 1860 byla před prvním zastavením na křížové cestě postavena kaple Olivetské hory do které byly přeneseny sochy umístěné pod nejdeckou skálou. V letech 1862 - 1863 byla postavena kaple Božího hrobu na konci cesty na vrcholu Křížového vrchu. Přibližně v téže době byla v mohutné skále naproti kříži vytesána výklenková kaplička a v ní usazena socha Kristus ve vězení. V roce 1863 zhotovil nejdecký truhlářský mistr Wenzel Waldöstl (1816 - 1866) dřevěný kříž, kterým byl osazen skalnatý vrchol Křížového vrchu. Roku 1897 původní dřevěný kříž nahradil sedmimetrový železný krucifix, který navrhl a odlil ve spolupráci s nejdeckými železárnami klempíř a kovářský mistr Waldöstl, bratr autora dřevěného kříže, a který vyšel na 355 zlatých rakouské měny.
Křížová cesta nebyla nikdy majetkem církve. Věřícími však byla hojně navštěvovaná, například roku 1913 je zaznamenáno procesí věřících, které se konalo u příležitosti 50. výročí postavení kaple Božího hrobu na vrcholu Křížového vrchu, kde poté byla sloužena slavnostní mše. V nejdecké kronice se k roku 1923 píše: „V říjnu 1923 byla dokončena instalace elektrického osvětlení na jednotlivých zastaveních křížové cesty. Již nyní svítí celkem 20 lamp, které jsou umístěny jak na kapličkách, tak i venku a uvnitř Olivové kaple a nahoře na kříži. Do kaple pod vrcholem byl obstarán malý lustr. Pro toto osvětlení bude v elektrárně zavedeno vlastní konto. Náklady na zařízení jsou zčásti kryty nadačními příspěvky zemřelé slečny Magdaleny Kernové, pana Franze Brandnera a taktéž sbírkami místních občanů a přičiněním zdejších železáren. Díky finančním prostředkům, které směřují tímto způsobem na křížovou cestu, bude smazán zbytek dluhu za zřízení osvětlení. Za několik let lze počítat s tím, že čistý výtěžek poputuje ke zkrášlení Křížového vrchu.“
Za první republiky byly na křížové cestě u každého zastavení zřízeny dřevěné lavičky, které však byly během 2. světové války zničeny. Po roce 1945 a zejména v 50. letech 20. století křížová cesta zpustla a dřevěné polychromované reliéfy se známými výjevy z posledních hodin Kristova života byly zničeny nebo rozkradeny.

### Podoba Křížové cesty
Křížová cesta, dlouhá 1.600 metrů, stoupá v prudkém svahu a překonává převýšení 110 metrů. Na mnoha místech je vedena po kamenných terasách a díky serpentinám je stoupání velmi pozvolné. Navíc jsou cesty široké. Opěrné zdi o různé výšce dosahují celkové délky 1300 metrů. Chodníky křížové cesty byly chráněny proti přívalovým dešťům podélnými příkopy. V místech, kde příkrý svah tvoří úžlabinu, byly pod cestou vyzděny propustky.
Vlastní křížovou cestu tvoří 14 zastavení v podobě kamenných neomítaných hranolových výklenkových kapliček. Ty jsou stavěny na obdélném podélném půdorysu z tesaných žulových kvádrů. Kapličky jsou 3,5 metru vysoké, 1,75 metry široké a 85 cm hluboké. Jsou završeny trojbokým štítem s profilovanou krycí deskou původně s hvězdovým křížem z černé litiny, později se zdobeným kamenným křížkem na vrcholu. Na jejich čelní straně byly původně připevněny nahoře i dole ornamentální vlysy, dále dvojice rozet a dvojice hlavic, vše z černé litiny. Později byly kapličky ozdobeny rozetami, hlavicemi a ornamentálními vlysy. Na přední straně kapliček jsou obdélné, polokruhově zakončené výklenky ve tvaru románského okna. Niky jsou 171 cm vysoké, 93 cm široké a 42 cm hluboké. Ve výklencích bývaly původně umístěny 140 cm vysoké dřevěné polychromované reliéfy neznámého řezbáře. Koncha niky byla ještě zdobena malým křížem a příslušným číslem zastavení na křížové cestě. Při obnově cesty sem byly umístěny patinované umělecké reliéfy odlité z umělé pryskyřice a patinováné různými odstíny hnědi o rozměrech 170 x 90 cm od Heřmana Kouby a Michala Špory, představující tradiční výjevy podle římskokatolického kánonu zpracované v duchu původních odcizených reliéfů v nazarénském stylu. K výklenkům vedou dva stupně.
Ve výklencích jsou tato zobrazení
I. Ježíš souzen Pilátem, II. Ježíš přijímá kříž, III. Ježíš padá pod křížem, IV. Ježíš potkává svou matku, V. Šimon pomáhá nést kříž, VI. Veronika podává roušku, VII. Ježíš podruhé padá, VIII. Ženy pláčí nad Ježíšem, IX. Ježíš padá potřetí, X. Ježíš zbaven šatu, XI. Ježíše přibíjejí na kříž, XII. Ježíš na kříži umírá, XIII. Ježíšovo tělo sňato z kříže, XIV. Ježíšovo tělo položeno do hrobu.
Kaple Božího hrobu
Součástí Křížové cesty byla kaple Božího hrobu, postavená v letech 1862 - 1863 na vrcholu za posledním zastavením. Byla to obdélná kamenná stavba s malým půlkruhovým apsidálním presbytářem, krytá plechovou sedlovou střechou. Vstupní západní průčelí kaple bývalo zakončeno trojúhelníkovým štítem s malou zděnou zvoničkou. Před vstupem do kaple byla přistavěna obdélná předsíňka s obdélným, polokruhově zakončeným vchodem. Podélné stěny kaple byly prolomeny po dvou úzkých, polokruhově zakončených oknech. Vnější stěny kaple byly hladké, bez členění. Kaple měla malý zvon, který byl ke konci 1. světové války zabrán a roztaven pro válečné účely. V říjnu 1923 byla v rámci elektrifikace křížové cesty do kaple zavedena elektřina a obstarán malý lustr. Po nuceném vysídlení německého obyvatelstva na konci 2. světové války nebyla již opuštěná kaple opravována a po roce 1950 se začala měnit v ruiny. Počátkem 21. století byla již kaple značně rozvalena. Dochovalo se pouze zdivo do výše přibližně 2,5 metru, lépe zachované na severní straně. Dne 30. června 2010 bylo rozhodnuto o demolici zbytků kaple, mezi červencem a zářím 2010 byly pozůstatky kaple strženy a trosky následně rozhrnuty po okolí.

### Obnova poutního místa
V září roku 2000 byla obnovena první dvě zastavení z iniciativy nejdeckého občana pana Jiřího Pichla. Reliéfy tehdy vytvořila kamenosochařka z Hořic, Markéta Horňáková. Její ničím nechráněné reliéfy a zdobné prvky byly již po týdnu napadeny vandaly. Velkou obnovu křížové cesty poté iniciovalo a započalo občanské sdružení „Jde o Nejdek“. Nové umělecké reliéfy navrhl a vytvořil v letech 2002 — 2006 nejdecký výtvarník Heřman Kouba, člen Unie výtvarných umělců, z matriční řezby je odlil z umělé pryskyřice karlovarský výtvarník Michal Špora. Odlitky patinoval různými odstíny hnědi Heřman Kouba. Doplňky a zdobné prvky kapliček navrhl a vytvořil nejdecký výtvarník Stanislav Nádeníček. Reliéfy jsou chráněny bezpečnostními skly.
V neděli 31. srpna byla Msgre. Františkem Radkovským, biskupem plzeňským podruhé Nejdecká křížová cesta vysvěcena.